# Kroesmos
Kroesmos (Ulota) is een geslacht van mossen uit de haarmutsfamilie (Orthotrichaceae). Het geslacht bevat ongeveer 60 soorten, waarvan er zeven soorten in Europa bekend zijn. Dit verwijst meestal naar kussenvormige schorsmossen die zelden op rotsen of op aarde groeien. Ze hebben droge, gekrulde bladeren. Als het nat is, staan de bladeren meestal rechtop. Anders zijn deze lancetvormig en vaak gekield. De rand van het blad is vaak omgerold van de basis naar het midden. De bladnerf eindigt meestal net voor de bladpunt. De sporofytgeneratie van dit mosgeslacht vormt ook rechtopstaande, meestal 8-gegroefde sporenkapsels, die een klokvormige, vaak harige huikje hebben.

## Soorten (selectie)
In Europa komen de volgende zeven soorten voor:
- Ulota bruchii (Knotskroesmos)
- Ulota coarctata (Stijf kroesmos)
- Ulota crispa (Trompetkroesmos)
  - Ulota crispa var. crispa
  - Ulota crispa var. crispula
  - Ulota crispa var. intermedia (Bekerkroesmos)
- Ulota drummondii (Kruipend kroesmos)
- Ulota hutchinsiae (Steenkroesmos)
- Ulota macrospora
- Ulota phyllantha (Broedkroesmos)